# 彰西區
彰西區為民國三十四年（1945年）的舊省轄市彰化市行政區之一。

## 行政區
- 彰西區共有25里[2]：
- 中華里、太平里、永樂里、民權里、新生里、富貴里、萬壽里、陳稜里、永安里、中央里、
- 和平里、長安里、博愛里、長樂里、忠權里、西勢里、西興里、平和里、磚磘里、水尾里、
- 莿桐里、東芳里、西芳里、南安里、南美里